# Ivanna Sakhno

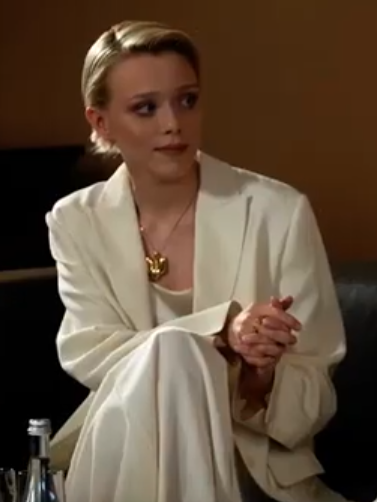
Ivanna Sakhno, 2023

Ivanna Anatoliyivna Sakhno (anhörenⓘ ukrainisch Іванна Анатоліївна Сахно; * 14. November 1997 in Kiew) ist eine ukrainisch-amerikanische Schauspielerin. Einem breiteren Publikum wurde sie durch ihr Mitwirken in den Filmen Pacific Rim: Uprising (2018), Bad Spies (2018), sowie der Star-Wars-Serie Ahsoka (seit 2023) bekannt.

## Leben
Ivanna Sakhno wurde am 14. November 1997 in Kiew geboren und wuchs in einer Familie von Filmemachern auf, ihr Vater ist Kameramann, ihre Mutter Regisseurin. Später verließ sie die Ukraine, um in Vancouver Englisch zu studieren und wurde bei einem Casting-Workshop entdeckt. 2013 zog sie in die Vereinigten Staaten, um ihre Karriere als Schauspielerin in Hollywood voranzutreiben. Dazu besuchte sie die Beverly Hills High School sowie das Lee Strasberg Theatre and Film Institute, wo sie mit der Schauspiel-Trainerin Ivana Chubbuck zusammenarbeitete.
Zunächst in mehreren Rollen in kleinen Filmprojekten und Fernsehserien zu sehen, bekam Sakhno schließlich im Film Pacific Rim: Uprising die Rolle der Vik, der 2018 erschien. Im selben Jahr erschien die Actionkomödie Bad Spies, in der sie die Attentäterin Nadedja verkörperte.
Im 2020 veröffentlichten Film Let It Snow war sie in der Hauptrolle der Mia zu sehen, zusätzlich fungierte sie als Co-Producer. Mit einer kleinen Rolle in der Serie High Fidelty gab sie im selbigen Jahr erstmals ihr US-amerikanisches Fernseh-Debüt.
Seit 2023 spielt sie die dunkle Machtnutzerin Shin Hati in der Star-Wars-Fernsehserie Ahsoka. 2025 verkörperte sie in der Science-Fiction-Fortsetzung M3GAN 2.0 mit der Killer-Spionin AMELIA ebenfalls eine Gegenspielerin.
Abseits jener Projekte trat sie 2023 zudem prominent im Musikvideo des Songs Eat Your Young des irischen Folkrockmusikers Hozier auf.

## Engagement
Infolge des Russischen Überfalls auf die Ukraine verurteilte Sakhno die russischen Kriegshandlungen und äußerte Unterstützung für ihre Heimat, so engagiert sie sich im International Rescue Committee als Botschafterin.

## Filmografie

### Filme und Serien
- 2005: Lesya + Roma
- 2006: Zhenskie slyozy (Fernsehfilm)
- 2008: Uchitel muzyki (Fernsehfilm)
- 2008: Muzhchina dlya zhizni, ili Na brak ne pretenduyu
- 2009: Kontrakt (Fernsehfilm)
- 2009: Veskoe osnovanie dlya ubiystva (Miniserie)
- 2011: Babye leto
- 2013: Ivan the Powerful
- 2013: Frodya (Miniserie)
- 2016: The Body Tree
- 2016: Chornyi Tsvetok (Miniserie)
- 2017: Can’t Take It Back
- 2018: Pacific Rim: Uprising
- 2018: Bad Spies (The Spy Who Dumped Me)
- 2020: Let It Snow (auch Co-Producer)
- 2020: High Fidelity (Fernsehserie, 2 Episoden)
- 2022: Das Mädchen und die Nacht (La jeune fille et la nuit, Fernsehserie, 6 Episoden)
- seit 2023: Ahsoka (Fernsehserie, 7 Episoden)
- 2025: M3GAN 2.0 (AMELIA)

### Musikvideos
- 2017: The Neighbourhood: Daddy Issues
- 2020: Samia: Is There Something in the Movies
- 2023: Hozier: Eat Your Young